# Acacia monticola
Acacia monticola — вид квіткових рослин з родини бобових. Ареал: Австралія (Північна територія, Квінсленд, Західна Австралія).

## Середовище
Зустрічається на червоному піску, залізняку або латеритних ґрунтах, а також на кам'янистих рівнинах і скелястих хребтах.

## Біоморфологічна характеристика
Росте як смолистий багатостовбурний кущ або невелике дерево висотою від 0,6 до 7 метрів із сірою або червонувато-коричневою корою. Вічнозелені філодії мають еліптичну або оберненояйцювату форму і злегка асиметричні; пластина має довжину від 10 до 32 міліметрів і ширину від 5 до 20 міліметрів і має від трьох до п'яти головних поздовжніх жилок. Цвіте жовтими квітками з квітня по серпень. Прості суцвіття мають запашні квіткові голови від кулястої до облоїдної або іноді короткоциліндричної форми довжиною від 10 до 20 мм зі світло-золотистими квітками. Квітки не дуже щільно розташовані в головках і мають відносно великий розмір. Стручки коричневого кольору і злегка блискучі. Кожен стручок має вузьку довгасту форму і здебільшого плоский, але піднятий над насінням. Стручки мають довжину від 2 до 10 см і ширину від 7 до 15 мм, вони липкі зі смолою і мають солодкуватий ароматний запах. Блискуче насичено-коричневе насіння всередині стручків мають сплющену еліпсоїдну форму, довжину 4–6 мм і ширину 3–4 мм.